# Stänkelstorps naturreservat
Stänkelstorp är ett naturreservat i Tranås kommun i Jönköpings län i Småland.
Området är 12 hektar stort och är skyddat sedan 2011. Det är beläget 5 km norr om Adelövs kyrka och består mest av barrskog.
Östra delen av reservatet består mest av talldominerad barrskog. Till de gamla tallarna knyts naturvärde och är värdefulla för flera växt- och djurarter. Området utgörs av ett höjdparti med kalkpåverkad mark. Där finns även ett mindre område med sumpmark. Man möter även vacker hagmark med vidkroniga ekar, enar och betande djur. 